# Faun

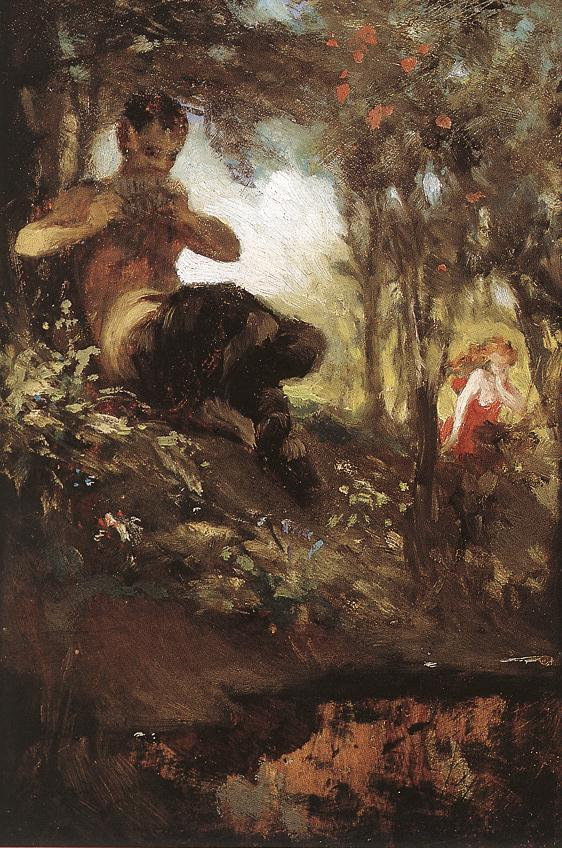
Zeul Faun, pictură de Pál Szinyei Merse

Faun este un zeu al fecundității din mitologia romană. Este reprezentat ca o ființă imaginară în chip de bărbat cu coarne, urechi lungi și picioare de țap, protector al câmpiilor, al pădurilor și al turmelor.
Faunus, un vechi zeu italic al ogoarelor și vitelor, a fost preluat cu aceste atribute ale unui deus agrestis de romani, care-l celebrau în cadrul sărbătorii Lupercalia care se derula pe 15 februarie și care amintea de lupoaica ce i-a crescut pe Romulus și Remus.